# Megamind: The Button of Doom
Megamind: The Button of Doom (Megamente: El botón de la perdición en Hispanoamérica y Megamind: El megabotón en España) es un cortometraje animado de 2011 que se lanzó en DVD/Blu-ray junto con Megamind el 25 de febrero de 2011. Está dirigido por Simon J. Smith y protagonizado por Will Ferrell y David Cross, y cuenta con una historia de Alan Schoolcraft y Brent Simons. Producido por DreamWorks Animation, el cortometraje se desarrolla después de los eventos de la película y muestra el primer día de Megamind como Defensor de Metro City.

## Argumento
Tras los acontecimientos de la película, Megamind y Minion han asumido el difícil papel de Protectores de Metro City. Comienzan vendiendo sus viejos aparatos de su antigua guarida del mal, ya que Megamind no cree que los héroes deban utilizar dispositivos asociados con el mal. Todos los objetos se venden, excepto el Rayo de la Muerte, que Megamind conserva a regañadientes. En cuanto al De-Gun, la antigua arma favorita de Megamind, se vende a un niño llamado Damien, que lo utiliza accidentalmente para deshidratar a su madre y convertirla en un cubo. Una vez finalizada la subasta, Megamind revela un supertraje que creó que copia todos los poderes de Metro Man y que pretende usar para defender la ciudad.
Minion encuentra una caja perdida con un botón que tampoco pudo vender durante la subasta. Sin recordar lo que hace el botón, Megamind lo presiona, activando un programa de IA basado en su antigua personalidad malvada que se transfiere a un robot gigante llamado Mega-Megamind. Después de escanear el supertraje, el robot piensa que Megamind es Metro Man y comienza a atacarlo. Megamind lucha contra Mega-Megamind con sus nuevos poderes, pero no está familiarizado con su uso. Mega-Megamind hace que Megamind se estrelle en su propia guarida. Megamind y Minion se esconden en el Auto Invisible, y Megamind teme que tengan que quedarse allí para siempre, ya que programó la IA para que nunca se detenga hasta que el héroe esté muerto. Minion sugiere que Megamind debería dejar de intentar ser Metro Man y luchar contra el robot a su manera. También revela que mantuvo en secreto su Spider-Bot gigante, habiéndose encariñado con él como mascota.
Megamind agradece a Minion y planea atraer a Mega-Megamind al observatorio abandonado en el que el verdadero Metro Man fingió su muerte. Megamind, montado en el Spider-Bot, logra atraer a Mega-Megamind al lugar, pero Minion no puede activar el Rayo de la Muerte porque sus controles principales fueron destrozados por el traje de Megamind cuando se estrelló. Megamind hace que Minion pruebe el contenido de una caja de viejos controles remotos secundarios para encontrar el del Rayo de la Muerte. Minion lo hace y activa varias funciones en la guarida y en el Spider-Bot en el proceso, lo que permite a Mega-Megamind capturar al Spider-Bot. Finalmente, encuentra el control remoto correcto y Minion dispara al robot gigante con el rayo justo cuando Megamind usa la ballesta montada en el brazo del robot para lanzarse a sí mismo y al Spider-Bot a un lugar seguro.
Megamind y Minion recuperan sus viejos aparatos y les dan un nuevo uso. Al encontrar a Damien y el De-Gun, descubren que ha deshidratado a los padres de varios otros niños, además del suyo, y él y los niños están organizando una fiesta para celebrar su nueva libertad. Megamind recupera el De-Gun y rehidrata a los padres con un vaso de agua, para gran consternación de los niños. Más tarde, Megamind y Minion ven una señal en el cielo (una parodia de la Bati-señal) y se van en el Auto Invisible cuando son llamados a la acción.

## Reparto
- Will Ferrell como Megamind (Megamente en Hispanoamérica) y Mega-Megamind (Mega-Megamente en Hispanoamérica)
- David Cross como Minion (Servil en Hispanoamérica y Esbirro en España), el asistente de Megamind
- Michelle Belforte Hauser como Madre preocupada
- Jordan Alexander Hauser como Damien
- Kevin N. Bailey como Kevin
- Dante James Hauser como Nigel
- Declan James Swift como Peter
- Fintan Thomas Swift como Barney

## Estreno
El cortometraje fue lanzado en DVD y Blu-ray con Megamind el 25 de febrero de 2011. The Button of Doom también tuvo su estreno televisivo en Nickelodeon, que se emitió un día después de su lanzamiento en los medios domésticos el 26 de febrero, y en Cartoon Network, que se emitió el 5 de septiembre de 2022.